# ترش نیویورکی
ترش نیویورک یک کوکتل رسمی فهرست آی‌بی‌ای است.  ترش نیویورک که تا حد زیادی شبیه به ویسکی ترش است و نمونه آپدیت شده این کوکتل است که شراب قرمز به نوشیدنی اضافه می‌شود.
دستور تهیه کوکتل ترش نیویورکی، ویسکی ترش (ویسکی، لیمو، شکر، سفیده تخم مرغ) با شراب قرمز و در بالای آن تزئین با لیمو یا پوست پرتغال و گیلاس به روز میشود.
گزارش‌ها نشان می‌دهند که ترش نیویورکی به دهه ۱۸۷۰ یا ۱۸۸۰ بازمی‌گردد، اگرچه در این زمان با نام‌های دیگری درست میشد.
این امکان وجود دارد که ترش نیویورکی در شیکاگو ایجاد شده باشد، اما با گذشت زمان، لیبل نیویورک به آن چسبانده شده و با این اسم شناخته شده و می‌شود.

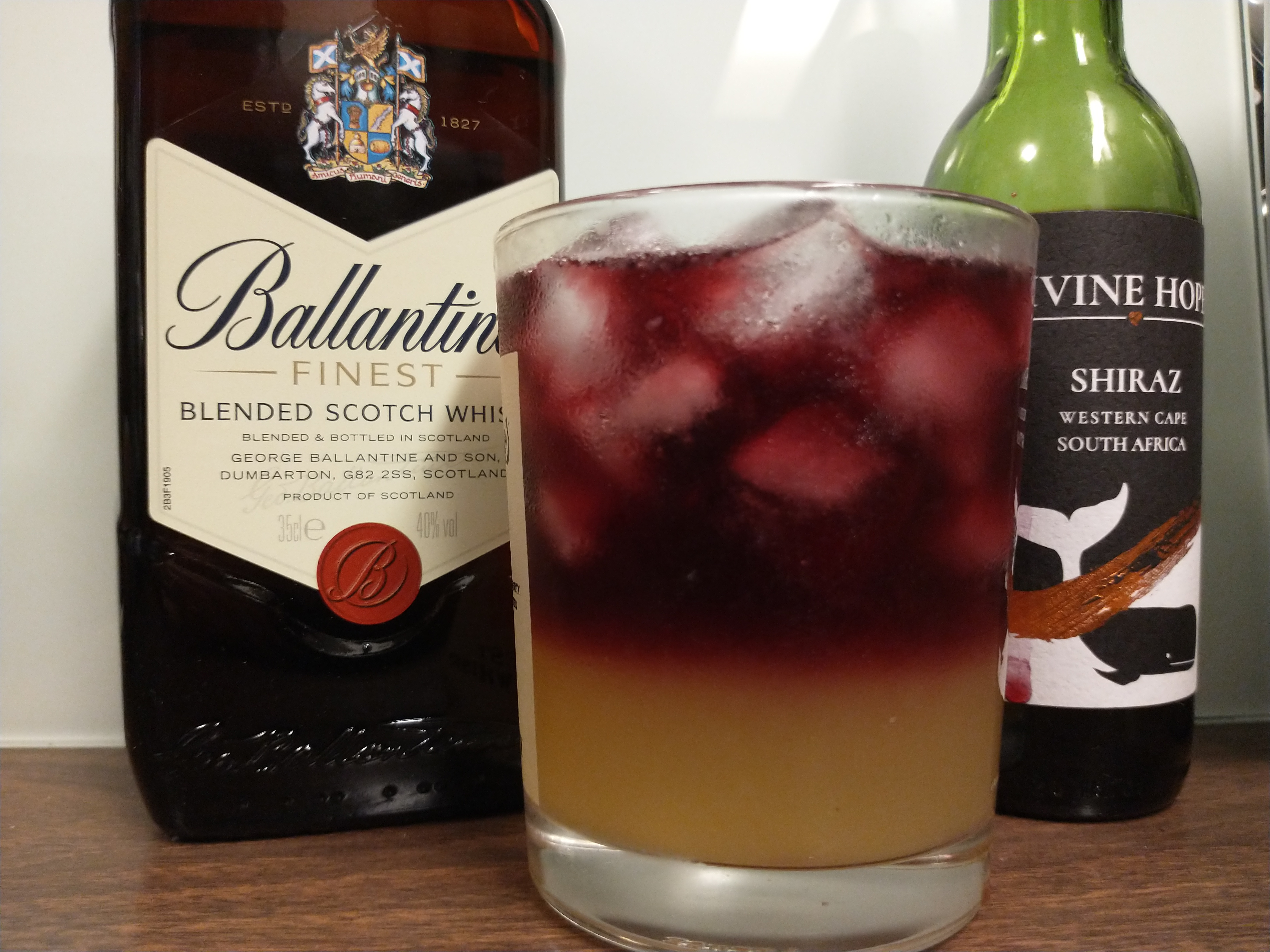
کوکتل ترش نیویورکی همراه با اسکاچ